# Djupkunsee (Kureika)
Der Djupkunsee (russisch Озеро Дюпкун, Osero Djupkun) ist ein 199 oder 212,5 km² großer See an der Kureika im Putorana-Gebirge, dem Nordwestteil des Mittelsibirischen Berglands in der Region Krasnojarsk, Sibirien, Russland (Asien).

## Geographische Lage
Der Djupkunsee liegt im Mittel etwa 160 km nördlich des nördlichen Polarkreises im Südwestteil des Putorana-Gebirges. Er erstreckt sich in Nordost-Südwest-Richtung am Mittellauf des Flusses Kureika, einem Nebenfluss des Jenisseis. Während er von diesem Fluss und vielen Gebirgsbächen gespeist wird, ist die Kureika sein einziger Abfluss. Der See ist rund 90 km lang und liegt auf etwa 109 m Höhe. Die Berge am See sind maximal 1353 m (nördlich des nordöstlichen Seeteils) hoch. Weder am See noch in seiner Umgebung gibt es Siedlungen.

## Flora und Fauna
An den steilen und felsigen Ufern des Djupkunsees gedeihen boreale Nadelwälder, die Hochlagen der den See umgebenden Berge werden von der Tundra mit ihren Moosen und Flechten bestimmt. Im fischreichen See leben zum Beispiel Barschfische, Hechte und Lachsfische.

## Talnikowy-Wasserfall
Der Nordostteil des Djupkunsees wird zum Beispiel von einem Gebirgsbach gespeist, der über den Talnikowy-Wasserfall stürzt, der mit 482 m Fallhöhe zu den höchsten Wasserfällen der Erde gehört.